# Agelaia flavipennis
Agelaia flavipennis är en getingart som först beskrevs av Adolpho Ducke 1905.  Agelaia flavipennis ingår i släktet Agelaia och familjen getingar. Inga underarter finns listade i Catalogue of Life.